# Сисни (Илиноис)
Сисни (енгл. Cisne) град је у америчкој савезној држави Илиноис.

## Демографија
По попису из 2010. године број становника је 672, што је 1 (-0,1%) становника мање него 2000. године.
| Група             | 2000.       | 2010.       |
| Белци             | 662 (98,4%) | 654 (97,3%) |
| Афроамериканци    | 2 (0,3%)    | 1 (0,1%)    |
| Азијати           | 2 (0,3%)    | 0 (0,0%)    |
| Хиспаноамериканци | 4 (0,6%)    | 15 (2,2%)   |
| Укупно            | 673         | 672         |